# Марин, Иван Петрович
Иван Петрович Марин (10 августа 1991, Свердловск — 26 апреля 2022, под Волновахой, Донецкая область) — российский военнослужащий артиллерийского реактивного дивизиона «Град». Герой Российской Федерации (2023, посмертно).

## Биография
Родился 10 августа 1991 года в Свердловске.
В 2013 году окончил Михайловскую военную артиллерийскую академию. Последовательно прошёл все офицерские должности от командира взвода, батареи, начальника штаба дивизиона самоходного артиллерийского полка до старшего офицера отдела подготовки войск общевойсковой армии.
Погиб 26 апреля 2022 года в ходе российского вторжения на Украину. Похоронен на Восточном кладбище Екатеринбурга.

## Награды и звания
- Герой Российской Федерации (Указом Президента Российской Федерации Владимира Путина от 24 января 2023 г., «за мужество и героизм, проявленные при исполнении воинского долга» капитану Ивану Марину посмертно присвоено звание Героя России)[2][4][5].